# Sayat-Nova
Sayat-Nova (tiếng Armenia: Սայաթ-Նովա) (14 tháng 6 năm 1712, Tiflis – 22 tháng 9 năm 1795, Haghpat), là một nhà thơ, nhạc sĩ và ashik người Armenia Ông có nhiều bài nhạc trong nhiều ngôn ngữ khác nhau. Bút danh Sayat Nova nghĩa là "Bậc thầy về bài hát" trong tiếng Ba Tư.